# Kuba na Letních olympijských hrách 1980
Kubu na Letních olympijských hrách 1980 v Moskvě reprezentovalo 271 sportovců, z toho 183 mužů a 88 žen. Nejmladším účastníkem byl veslař Silvio Rosabal (16 let, 203 dní), nejstarším pak sportovní střelec Miguel Valdes (40 let, 25 dní). Reprezentanti vybojovali 20 medailí, z toho 8 zlatých, 7 stříbrných a 5 bronzových.

## Medailisté
| Medaile | Jméno              | Sport             | Disciplína                |
| ------- | ------------------ | ----------------- | ------------------------- |
| Zlato   | Maria Colónová     | Atletika          | ženy hod oštěpem          |
| Zlato   | Juan Hernández     | Box               | muži bantamová váha       |
| Zlato   | Ángel Herrera Vera | Box               | muži lehká váha           |
| Zlato   | Andrés Aldama      | Box               | muži welterová váha       |
| Zlato   | Armando Martínez   | Box               | muži lehká střední váha   |
| Zlato   | José Gómez         | Box               | muži střední váha         |
| Zlato   | Teófilo Stevenson  | Box               | muži těžká váha           |
| Zlato   | Daniel Núñez       | Vzpírání          | muži bantamová váha       |
| Stříbro | Silvio Leonard     | Atletika          | muži 100 m                |
| Stříbro | Alejandro Casañas  | Atletika          | muži 110 m překážky       |
| Stříbro | Hipólito Ramos     | Box               | muži lehká muší váha      |
| Stříbro | Adolfo Horta       | Box               | muži pérová váha          |
| Stříbro | Rafael Rodríguez   | Judo              | Muži do 60 kg             |
| Stříbro | Juan Ferrer        | Judo              | Muži do 78 kg             |
| Stříbro | Isaac Azcuy        | Judo              | Muži do 86 kg             |
| Bronz   | Luis Delis         | Atletika          | muži hod diskem           |
| Bronz   | José Aguilar       | Box               | muži lehká welterová váha |
| Bronz   | Ricardo Rojas      | Box               | muži lehká těžká váha     |
| Bronz   | Roberto Castrillo  | Sportovní střelba | muži skeet                |
| Bronz   | Alberto Blanco     | Vzpírání          | muži do 100 kg            |